# Амфисбена
Это статья о мифическом существе. О группе пресмыкающихся животных смотрите Двуходки.

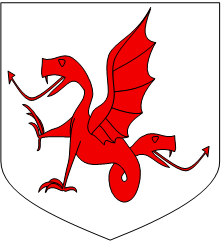
Амфисбена на гербе

Амфисбе́на (от др.-греч. ἀμφίς — с обеих сторон и βάινο — иду) — в представлениях греков гигантская двухголовая змея, вторая голова которой находится на хвосте. (В современной фауне амфисбенами называются животные отряда чешуйчатых, способные передвигаться хвостом вперёд.)
Застать амфисбену врасплох практически невозможно, так как пока одна голова её спит, другая всегда бодрствует (хотя, по свидетельству античных авторов, зрение у неё неважное). Как явствует из названия, амфисбена могла двигаться в обоих направлениях. У неё светящиеся глаза, а сама она так горяча, что растапливает снег.
Лукан в «Фарсалии» рассказывает, что «страшные, с поднятой вверх двойной головой амфисбены» питались трупами солдат, когда армия Катона шла через Ливийскую пустыню. Как и другие змеи Ливии (согласно Овидию), амфисбена родилась из крови убитой Персеем Горгоны. Плиний объясняет наличие второй головы амфисбены слишком большим количеством яда, который не может выйти только через одну пасть; он также говорит о лечебных свойствах амфисбены. Учёный Аполлодор (II в. до н. э.) считал, что старая кожа амфисбен, обёрнутая вокруг дорожного посоха, может защитить от других рептилий. В то, что с помощью кожи амфисбен можно лечить простуду, верили ещё в XVI веке. Ядовитая амфисбена издревле считалась символом зла и коварства.
В «Эвменидах» Эсхила Кассандра сравнивает Клитемнестру с амфисбеной. В более поздней европейской литературе амфисбена сохраняет ту же символику — Дж. Мильтон упоминает её в ряду других чудовищ, в которых превратилось падшее сатанинское воинство («Потерянный рай», Х). Амфисбена упоминается в большинстве средневековых бестиариев. В «Сокровищнице» Брунетто Латини указывается: «Амфисбена — это змея о двух головах, одна на обычном месте, другая — на хвосте; обеими она может ужалить, двигается проворно, и глаза у неё горят, как свечи».
Со временем в её облик привносятся новые черты: амфисбена обрастает перьями, у неё появляются крылья, лапы и даже уши. Однако уже в XII веке Альберт Великий отрицал реальность двухголовой змеи, а в XVII веке Томас Браун решительно отверг возможность существования животного, у которого нет ни переда, ни зада, как у амфисбены. Фигура амфисбены использовалась как декоративный элемент в средневековой архитектуре (амфисбена на северном портале Венского собора, выступающая как символ бдительности).